# Timberlake (Virginie)
Timberlake est une census-designated place située dans le comté de Campbell, dans l’État de Virginie, aux États-Unis. Lors du recensement de 2020, elle comptait 13 267 habitants.